# Ibrahim Al-Ibrahim
Ibrahim Al-Ibrahim (Arabia Saudita; 3 de junio de 1992) es un futbolista de Arabia Saudita. Juega como mediocampista y su equipo actual es el Al-Ettifaq de Arabia Saudita.

## Selección nacional

### Participaciones en Copas del Mundo
| Mundial                     | Sede     | Resultado        | Partidos | Goles |
| --------------------------- | -------- | ---------------- | -------- | ----- |
| Copa Mundial Sub-20 de 2011 | Colombia | Octavos de final | 4        | 1     |

## Clubes
| Club       | País           | Año             |
| ---------- | -------------- | --------------- |
| Al-Ettifaq | Arabia Saudita | 2010 - presente |